# Weißeinstrahlung
Als Weißeinstrahlung bezeichnet man einen Gussfehler bei Grauguss (Gusseisen mit Lamellengrafit).
Das Bruchgefüge zeigt eine weiße Einstrahlung, die allmählich oder schroff-übergangslos ins Graue übergeht.
Die Ursache ist die zu hohe Abkühlungsgeschwindigkeit des weiß-erstarrten Bereiches. Die Wanddicke der Gussstücke ist zu gering bzw. die chemische Zusammensetzung der zu vergießenden Schmelze ist nicht der kleinsten Wanddicke des Gussteiles angepasst. Dabei machen sich besonders ein niedriger Silicium- oder Kohlenstoffgehalt oder ein zu hoher Anteil an härtenden Legierungsbestandteilen (Mangan, Chrom usw.) bemerkbar. Weitere Ursachen sind ungeeignete Rohstoffe oder stark überhitztes Eisen. Fehlt ein allmählicher Übergang des Gefügeaussehens von weiß zu grau, so ist das Verhältnis Schwefel zu Mangan zu hoch.